# Oligobdella
Oligobdella — рід п'явок з підродини Haementeriinae родини Пласкі п'явки ряду Хоботні п'явки (Rhynchobdellida). Має 3 види.

## Опис
Доволі невеличкі п'явки. Загальна довжина представників цього роду коливається від 1,5 до 3 мм. Доволі схожі з представниками роду Haementeria й частково — Placobdella. Внаслідок цього у 2005 році виникла дискусія, що цей рід слід віднести до підродини Glossiphoniinae. Проте 2012 року доведено належність до підродини Haementeriinae.
Головадещо закруглена. Особливістю цього роду є наявність подвійних кілець на кожному соміті й 1 пара помірно розвинених очей. Останнім відрізняються від представників роду Torix (також мають подвійні кільця, але більше очей).
Забарвлення зазвичай коричнювате зі світлими плямами та контрасною пігментацією.

## Спосіб життя
Воліють до струмків та річок у гірській місцині. Живляться кров'ю жаб, дрібних рептилій, а також риб.

## Розповсюдження
Поширені у США, Бразилії, Японії, Корейському півострові, КНР, Приморському краї Російської Федерації.

## Види
- Oligobdella biannulata
- Oligobdella orientalis
- Oligobdella tagoi